# Mirage F1
A Mirage F1 francia elfogóvadász, és alacsonytámadó földi csapásmérő repülőgép, melynek kifejlesztéséhez az alapokat a Mirage III szolgáltatta. A fejlesztés teljes egészében a gyártó Avions Marcel Dassault (AMD) repülőgépgyár saját költségeit terhelte, és a fejlesztés menete is alkatrészről alkatrészre történő racionalizálás, modernizálás folyamataként volt felfogható, sok esetben a gyár üzemmérnökeinek és dolgozóinak belső javaslatai alapján. Ilyen módon nem jelentett áttörést a gép kifejlesztése, ami szakít a szuperszonikus Dassault gépek farok nélküli delta elrendezésével. Így ez átlagos külsejű harmadik generációs típusnak mondható, de bizonyos tulajdonságai miatt sorolják a negyedik generációba is. Exportsikere, bár elmarad híres elődjétől, nem elhanyagolható.

## Történet
A Mirage III követőtípusának első gurulópróbái már 1964 elején megkezdődtek. Ebben az időben a Dassault részt vett a NATO VSTOL tulajdonságokkal rendelkező harcirepülőgép–programjában. Mivel a széria Mirage III sárkányba emelő-hajtóművek beépítése nem volt lehetséges, a program a Mitage IIIV építéséhez vezetett. A nyolc emelő-, és egy tolóhajtóművel felszerelt, függőlegesen felszálló gépből két prototípus épült.
Ezzel egyidőben, kimondottan a tolóhajtómű (SNECMA TF.106) próbáira épült a Mirage IIIT. Mint minden deltaszárnyas, ez is alkalmatlan volt lassú repülési próbákra, ezért egy új Mirage kifejlesztése kezdődött el. Ehhez adódott még hozzá, hogy a NATO stratégia változásai miatt a VSTOL harci repülőgépek továbbfejlesztését Franciaországban is leállították.
Az új, kétszemélyes gép, melynek hordfelülete egy nyilazott vállszárny volt, a Mirage IIIF típusjelzést kapta. 1964 januárjában kötötték meg a szerződést egy prototípusra, amely Mirage F.2-ként 1966. június 12-én repült először. Ezzel párhuzamosan elkezdődött még a Mirage F.3 projektje, de ez a magas költségek miatt nem jutott tovább a próbapadnál. Ehelyett az F.2-ből egy könnyebb és költségkímélőbb változat vezethető le, az együléses Mirage F.1.
1964 közepén kapta meg a Dassault a hivatalos szerződést egy minden időjárásban bevethető, a Mirage III/5 felváltására szánt elfogóvadászgép kifejlesztésére. Az első prototípus – a Mirage F.1-01 – elkészülte 1966 végére tolódott. Csak december 23-án tudta végrehajtani a sikeres első felszállását. A SNECMA típusokból az Atar 9K hajtóművel volt felszerelve, és már a negyedik repülése során, 1967. január 7-én elérte a kétszeres hangsebességet.
Szerencsétlen módon 1967. május 18-án egy nagysebességű repülési próba során a gép lezuhant Istres közelében, ahol az AMD fő berepülőpilótája, René Bigand életét vesztette. Emiatt a szerkezeten bizonyos módosításokat eszközöltek, és az egész típuselőírást átdolgozták. 1967 szeptemberében a francia kormányzat megrendelt három előszéria-példányt, és egy törőpéldányt statikus próbákra.
A Mirage F.1-02, a második prototípus-sorozat első példánya először 1969. március 20-án repült Istres-ben, és már eközben elérte az 1,15 Mach-ot. Négy nappal később elérte a kétszeres hangsebességet is. A repülési próbák első szakaszát 1969 júniusára sikeresen teljesítette. Atar 9K.31 hajtóművel (66 kN tolóerő) volt felszerelve, de még az 1969-es év során megkapta a nagyobb tolóerejű Atar 9K.50-et.
Ugyanez a hajtómű szolgált mind a két másik előszéria-példány meghajtására is. 1969. szeptember 18-án repült először a módosított belépőélű (farkasfog) Mirage F.1-03. Ezt követte az F.1-04, melybe a teljes avionikát beépítették, és tulajdonképpen a tervezett szériagépek kivitelezési mintájául szolgált. A két példány 1973 márciusáig összesen több mint 1600 repült órát teljesített.
Az első szériagyártásból származó F.1 1973. február 15-én repült, és már négy héttel később az Armée de l’Air átvette. Az első gyártósoron készült az F.1C, egy többfeladatú harci repülőgép elsődlegesen elfogóvadász alkalmazással. Ebből fejlesztették ki az F.1A-t (földi csapásmérésre kialakítva), az F.1B-t (kétszemélyes kiképzőgép), az F.1E-t (csapásmérő terepkövető radarral és látótérjelzővel) és átalakítási lehetőségként az F.1R-t (harcászati felderítő).
Ezek után jött volna még egy Mirage F.1, melynek prototípusát a St.Cloud-i üzemben szereltek össze a SNECMA M.53-hajtóművel. Ez a hajtómű, melyet részben a Super Mirage-hoz (ACF, Mirage 2000 és Super Mirage 4000) fejlesztettek ki, 54 kN tolóerővel rendelkezik szárazon, és 83 kN-al utánégetővel. A Mirage F.1/M53 maximális sebessége a gyártó által megadott érték szerint 2,5 Mach körül van. A gép kifejlesztése elhúzódott, és mire a sorozatgyártás elkezdődhetett volna, már túlságosan előrehaladott terv volt a Mirage 2000, az eredményeket inkább ott hasznosították, csak három repülőképes példány épült. Ezt a változatot eleinte nevezték F1E-nek, semmi köze a későbbi F1E exportváltozathoz.
Az 1974-es megrendelési szerződések szerint leszállított gépek száma 234 db az F.1C változatból, ebből Franciaország (105), Spanyolország (21), Dél-Afrika (48 gyártási licenccel), Görögország (40) és Kuvait (20).

## Felépítése

### Sárkányszerkezet
A Mirage F.1 szabadonhordó vállszárnyas konstrukció, hagyományos farok-kormányfelületekkel. A törzs felső részére beépített szárny belépőélének nyilazási szöge 50°, negatív "V" beállítási szöge 5°. Mindkét félszárny belépőélét a harmadik prototípustól kezdődően az összes gépen belső harmadán egy „farkasfog” tagolja az áramlás egyenletesebb leválasztása érdekében. A szárnyak szerkezetét két kereszttartós torziós dobozszerkezet alkotja, forgácsoló és vegyi (!) maratással kialakított feszültséghordozó alkatrészekből kialakítva. A szárnyfelek három, kétszeresen megerősített törzs-főtartóhoz csatlakoznak.
A viszonylag vékony profilú (nagysebességű) hordfelület (szárny) belépőéle a teljes fesztáv mentén lehajtható, a kilépőél kétharmada egymásba csúszó kétrészes fékszárnyakkal van ellátva. Ezeken kívül az oldalirányú manőverezéshez és leszálláshoz kétrészes, perforált áramlásrontó lapok nyílnak ki a szárny felületéből. A szárny elrendezésének és ilyen fokú mechanizáltságának eredményeképpen emelőereje több mint kétszerese az előd Mirage III-énak, a kisebb fesztávolság ellenére. A kis sebességű irányíthatóság így jelentősen megnőtt, ez nem csak a rossz időjárás közbeni repüléskor, hanem a kiképzéskor is érezteti előnyét. Az átképzendő pilóták sokkal kevesebb gyakorlással elsajátították a géppel való leszállást, mely nem bonyolultabb egy kiképzőgépénél.
A törzs felépítése az előd Mirage III-tól származtatható hagyományos félhéjszerkezet, melynek teherviselő elemei túlnyomórészt forgácsolt kereszt-, és főtartó elemekből állnak. A konstrukció a szárnyak bekötésénél tartalmaz nagy szilárdságú acélt is, a feszültséggyűjtő, úgynevezett "meleg zóna" területeken a szerkezet titánötvözetből áll. A 15 m-es törzs az elején üvegszál-erősítésű műgyantából kialakított radarkúpot hordoz Pitot-csővel, mely alatt található az első főtartó-bordához rögzített Cyrano IV tűzvezető és felderítő rádiólokátor a Thomson CSF-től.
A következő elem a teljes klimatizáltságú túlnyomásos pilótakabin a felnyíló tetővel és a Martin-Baker Mark 4-es katapultüléssel. A katapultülés a kabintető áttörésével távozik a repülőgépből. Az 1980-as évektől cserélték az üléseket ténylegesen nulla-nulla képességű (földről, és álló helyzetből is indítható) Mark 6, majd Mark 10 ülésekre. A kabin hátsó keresztbordája mögött találjuk az avionikateret, a törzsközéprészen a több integráltartályból álló, 3880 liter össz-befogadóképességű üzemanyag-teret. Ehhez jön még a szárnyanként 200 literes szárnytartály. Ilyen elrendezésben az üzemanyag fogyasztással nem változik jelentősen a gép tömegközéppontjának elhelyezkedése. Nagy távolságú bevetéseken ezt egészítheti ki 3 db 1300 literes ledobható tüzelőanyag-póttartály.
A törzs első felének és levegőbeömlő nyílásainak kialakítása szinte megegyezik a Mirage III-mal, a törzsközéprész keresztmetszete a perforált törzsféklapok és a nagyobb főfutómű helyigénye miatt erősen növekedett, majd a területszabályként ismert aerodinamikai kialakítás miatt a szárny kilépőéle után éri el maximális értékét, ezt a géptörzs kialakítást említi az angolszász szakzsargon „kólásüvegnek”, az orosz „darázsderéknak” (talán az eltérő érdeklődésből eredően).
A törzs alján a kétrészes stabilizálófelület három ponton csatlakozik a törzsszerkezethez. A stabilizátorok utolsó bordához csatlakozó végsapkái alá VHF antennát építettek be, míg az oldalában két VOR-vevőantenna található. A függőleges vezérsík csatlakozásánál az áramvonalazó burkolatba, közvetlenül az oldalkormány alá építették be a fékernyőt rejtő csepp alakú tartályt. A függőleges vezérsík belépőélének közepe felett és a kilépőél felső részén kúpos burkolatban találhatók a besugárzásjelző antennái, a felső részen keskeny vízszintes stabilizálófelület van. A magassági kormányként működő, teljes egészében elfordítható vízszintes vezérsík a törzshátsórész középső, kétszeres megerősítésű bordájához csatlakozik egy-egy forgásponton. Önhordó szerkezete hosszanti és kereszttartók, illetve méhsejtszerkezet („honeycomb”) kombinációja.
A legyártott Mirage F.1-ek sárkányszerkezeteinek különféle példányait 1973-tól kezdődően a CEAT próbaközpontban alapos és átfogó fárasztásos vizsgálatoknak tették ki, így 15 000 repült órát szimuláltak. Az eredmények megelégedéssel töltötték el a gyártót, és a típus példányainak hosszú élettartamát vetítették előre.

### Hajtómű
A francia SNECMA cég által kifejlesztett Atar 9K.50 egyáramú axiálkompresszoros gázturbina alapvető műszaki felépítésében az Atar 9c és 9K hajtóművek egyenes ági leszármazottja. Teljes beépítési tömege 1590 kg, utánégetővel 70 kN tolóerőt teljesít. Az Atar 9C-hez képest a nagyobb tolóerő ellenére 10%-kal kevesebb üzemanyagot fogyaszt, itt is jól látszik, hogy egy konstrukció alapvető átdolgozása nélkül, mindössze finomító fejlesztésekkel milyen eredményt lehet elérni.

### Futómű
A futómű a Hispano-Messier-Bugatti cégek által kifejlesztett dupla orrkerekes, dupla főfutókerekes, hárompontos kialakítású. Az alacsony nyomású ikerkerekek és az igen robusztus futószár lehetővé teszik rossz minőségű felszállópályáról, adott estben füves repülőtérről is az üzemeltetést. A többszörös tárcsafékkel ellátott főfutók a törzs oldalába, az orrfutó hátrafelé a törzsközépbe húzható be. A futóaknák takarólemezei a futómű kiengedését követően automatikusan bezáródnak, védve az aknán belüli vezetékeket és mechanizmusokat a kifutóról esetleg felverődő szennyeződéstől. A futóműbehúzási elrendezés lehetővé teszi mind a szárny, mind a törzs alján számos függesztési pont kialakítását. A futómű bár bonyolult felépítésű, de masszív és megbízható szerkezet, emiatt kisebb változtatásokkal az angol-francia SEPECAT Jaguar, és a jugoszláv-román J–22 Orao csapásmérő gépek is ezzel rendelkeznek, bár az utóbbi gép tömegéhez a futómű erősen túl van méretezve.

### Karbantartás
A Dassault kifejlesztett egy, a korában igen kifinomult elektronikus hibakereső és elemző rendszert, mely a rendszeres karbantartási időt -így a repülés legköltségesebb részét- a Mirage III 15 órájával szemben 11 órára csökkentette. Alapvetően ezt a rendszert fejlesztették tovább az Airbus utasszállítók számára, napjainkra a polgári repülésben általánosan elterjedt. Ebből az egy szempontból mondható a Mirage F1 fejlesztés úttörőnek.

### Fegyverzet
Beépített fegyverként a törzs aljába 2 db revolverező rendszerű DEFA 553 típusú 30 mm-es gépágyú van beépítve összesen 270 db-os lőszerjavadalmazással.
A törzsön és a szárnyak alján összesen 7 db fegyverfelfüggesztő csomópontot alakítottak ki, különféle feladatú fegyverek részére, a rögzítőpontok közül a törzs alatti, és a szárnyakon a két legbelső úgynevezett „nedves” rögzítőpont, tehát üzemanyag-póttartályok függesztésére is alkalmas. Az összes külső terhelés maximális értéke 4000 kg lehet.
A légiharc-fegyverzet (később a földi támadófegyverek) alapvető része a beépített rádiólokátor, mely bár a Mirage III kétes megbízhatósági fokú Cyrano II rendszerének továbbfejlesztése, elődjét és méreteit meghazudtoló hatékonyságú és pontosságú berendezés volt (persze a kor elvárásai szerint) a kezdetektől fogva. Változatai:
- Cyrano IV-0, az első F1C széria kimondott légiharc-radarja, egy cél egyidejű követésére volt csak alkalmas;
- Cyrano IV-1, mozgócélpont jelző (MTI) segítségével korlátozott "look down" kapacitással, tehát a földháttérben alacsonyrepülő célt is látta;
- Cyrano IV-2, korlátozott térképező, földi támadó képességekkel;
- Cyrano IV-M, felderítés közbeni követés (track-while-scan) képességgel és továbbfejlesztett térképező képességgel, igazi többfeladatú radar; emiatt a berendezés miatt szokták a gépet a negyedik generációba sorolni;
- Cyrano IV-MR, az F1CR-hez fejlesztett felderítőradar, megnövelt mélyrepülés navigációs és csapásmérő képességekkel, kiegészítve a SAGEM ULISS47 inerciális navigációs berendezéssel.

Kivételt képeznek Líbia F1AD, és Dél-Afrika F1AZ-i, melyek az alábbi radart hordozzák:
- Dassault Electronique AIDA II lézertávmérős, rögzített antennás radar. A Cyranokhoz képest kisebb tömeg, keskenyebb látótér és hatótávolság. Alacsonyrepülésre optimalizálva, igen korlátozott légiharc funkcióval. A berendezés miatt ezek a gépek nem tekinthetők minden időjárásban bevethetőnek.

A függesztési pontokra alapvetően az alábbi fegyverzet szerelhető, de amint később látható a típushoz a Dassault "ahogy a kedves vevő parancsolja" elv szerint szinte mindegyik exportváltozathoz specifikus függesztési lehetőségeket alakított ki, ennél változatosabb képet már csak a Dassault marketingmunkáját dicsérő fantáziadús mozaikszavakat kiadó felderítő, célzó és zavaróberendezések kavalkádja mutatja, ezeket az exportváltozatoknál találjuk.
- A törővégi rakétaindító síneken vagy a külső szárny alatti tartón Matra 550 Magic infravörös irányítású légi közelharc rakéta
- A szárnyfőtartókon (belső), illetve a törzsközépen 1300 l-es póttartályok, a törzsközépen 2200 l-es is
- A szárnyfőtartókon félaktív radarirányítású Matra 530 közepes hatótávolságú rakéta, ezt váltja a teljesen más formájú Matra Super 530, ez már az MDBA MICA előfutárjának tekinthető, és a kései Cyrano IV-M radarral komolyan vehető BVR (Beyond Visual Range), azaz látótéren túli légiharc-képességekkel ruházza fel a típust
- Irányított földi célok elleni fegyverek, mint az AS-37 ARMAT lokátorromboló rakéta a törzs alatt, lézerirányítású bombák, vagy AS-30L lézerirányítású rakéták törzsközépen ATLIS célmegjelölő konténerrel. A célmegjelölést általában kétszemélyes gépek végzik, ahol a hátul ülő pilóta a célon tart, az első vezet. Bár az ATLIS rendelkezik célontartó képességgel, mégis a fenti megoldást szeretik.
- RP-35P légifényképező-felderítőberendezés, pótüzemanyaggal közös tartályban. Mivel a Francia Légierő (Armée de l'Aire) rendelkezik F1CR felderítőváltozatokkal, csak áttelepüléskor használja.
- Törzstartón légicél vontató konténer
- Számtalan változatú szabadesésű bomba: Matra Durandal rakétagyorsítású leszállópálya-romboló bomba, BL4 2000 fontos bomba, BL755 kazettás bomba, ejtőernyős fékezésű Matra Belouga kazettás bomba, BAP 120 páncéltörő bomba, BAT 100 betonrepesztő-bomba. Rendkívül érdekes a CEM-1 elnevezésű kombinált függesztőrendszer, mely 18 db 68 mm nem irányított rakétát tartalmaz az orr-részén, hátrébb hat BAT 100 vagy két Durandal függesztőpontot.
- Nem irányított rakétablokkok: LR155, SNEB 68 mm
- Passzív fegyverzet. Kései F1C-től kúpos besugárzásjelző antennák a függőleges vezérsík elején és hátulján, a fékernyő helyére beépíthető Lacroix dipól-infracsapda szóró, függeszthetők még: Phimat és a fejlettebb Matra Corail dipól-infracsapda szórók, Barax, és a fejlettebb Thomson CSF Barracuda aktív radarzavaró berendezések.

## Típusváltozatok
A típus üzemeltetői által megrendelt altípusok némileg eltérnek egymástól. A változatok száma jelentős, ezeket egy táblázat foglalja össze az átláthatóság érdekében. Alapvetően négy fő-altípus, az A, a B, a C és a D alváltozatairól van szó:
| Altípus   | Alváltozat | Megrendelő    | Darabszám | Megjegyzés |
| --------- | ---------- | ------------- | --------- | --- |
| F1A       |            | Franciaország |           | együléses támadó |
|           | F1AD       | Líbia         | 16        | |
|           | F1AZ       | Dél-Afrika    | 32        | Ebből 4 darabot Gabon vett át. |
| F1B       |            | Franciaország | 20        | kétüléses kiképző, DEFA nélkül, 1980. október–1983. március |
|           | F1BE       | Spanyolország | 6         | |
|           | F1BJ       | Jordánia      | 2         | |
|           | F1BK       | Kuvait        | 6         | 2 darab az első rendelésben, 4 darab (BK–2) utórendelés. |
|           | F1BQ       | Irak          | 15        | Több gépet nem vett át az 1990 nyári ENSZ embargó miatt. A gépekből Irán is zsákmányolt 1991-ben. |
| F1C       |            | Franciaország | 162       | együléses vadász, Franciaország (5 db francia C-t megvett Spanyolország, majd 10+2 katarit) |
|           | F1C–200    | Franciaország |           | |
|           | F1CE       | Spanyolország | 45 (42)   | |
|           | F1CG       | Görögország   | 40        | |
|           | F1CH       | Marokkó       | 30        | 27 db CH/EH modernizálása MF2000-re |
|           | F1CJ       | Jordánia      | 17        | |
|           | F1CK       | Kuvait        | 27        | 19 darab új gyártású, 9 darab utórendelés (CK–2). |
|           | F1CR(–200) | Franciaország | 64        | Az F1CR–200 típusúak az F1C–200 utántöltő rendszereivel épültek. |
|           | F1CT       | Franciaország | (57)      | Az első 2 protopéldány F1C–200-átépítés, őket 55 darab követte. |
|           | F1CZ       | Dél-Afrika    | 16        | |
| F1D       |            | (export)      |           | kétüléses többfeladatú kiképző, DEFA nélkül |
|           | F1JE       | Ecuador       | 3 (2)     | |
|           | F1DD       | Líbia         | 6         | |
|           | F1DDA      | Katar         | 2         | 2 db Spanyolországnak |
|           | F1DJ       | Jordánia      | 2         | |
| F1E       |            | (export)      |           | együléses többfeladatú |
|           | F1JA       | Ecuador       | 16        | |
|           | F1ED       | Líbia         | 16 (14)   | |
|           | F1EDA      | Katar         | 13 (12)   | 10 db Spanyolországnak |
|           | F1EE       | Spanyolország | 22 (24)   | |
|           | F1EH       | Marokkó       | 20        | 14 darab épült, majd utórendelésre újabb 6 légiutántöltő csonkkal (F1EH–200), a francia F1C–200 alrendszereivel. 27 db CH/EH modernizálása MF2000-re |
|           | F1EJ       | Jordánia      | 17        | |
|           | F1EQ       | Irak          | 93        | F1EQ-ból 16 db, F1EQ–2 légvédelmi változatból 16 db, F1EQ–4 többcélú támadó-felderítőből 28 db, F1EQ–5 hajórombolóból 20 db, F1EQ–6 hajórombolóból kis számú, de ismeretlen mennyiség (a rendelkezésre álló számok alapján ~13 db). A gépekből Irán is zsákmányolt 1991-ben. |
| (F1M)     |            | Spanyolország |           | Meglévő példányok átalakítása. |
| Összesen: |            |               | 708       | |

A zárójelbe írt számok nem tisztázott adatok, vagy átépített gépek (lásd a Megjegyzések cellákat).

### Francia alapváltozatok
Francia jelzésrendszerben a fent említett C, B változatokat egészíti ki az utántölthető F1C, F1C–200 néven, 1983-tól a felderítő F1CR, majd 1990-től a legfejlettebb F1CT, megerősített sárkányszerkezettel, melynél csak a jobb oldali gépágyút hagyták meg, a fülke alatti burkolatban Thomson TRT TMV630A lézertávmérővel, SHERLOC digitális besugárzásjelzővel, előrenéző infravörös kamerával (FLIR). Egyes továbbfejlesztett exportváltozatok a CT képességeit is meghaladhatják bizonyos tekintetben; például Spanyolország vadász, Dél-Afrika bombázó F1-ei, valamint különleges képességekkel rendelkezhetnek Irak utolsó szállítású tengeri csapásmérő F1EQ-i.
Az eredeti F1C-k és B-k középszürke felső, világosszürke alsó felületekkel repültek, kimondottan vadászfeladatra tervezve. Az F1A és F1CR középszürke-zöld felső terepfestést kapott, világosszürke alsó felületekkel. Az F1CT-k komplett szürke-zöld terepfoltosak. Franciaország bármelyik változatot átfestette homoksárga-drapp sivatagi rejtőszínekre, ha ilyen terepre települtek át (Csád, Dzsibuti, Irak).

### Exportváltozatok
A különböző exportváltozatok sokszínűségének alapja a francia F1C vadász, az F1A támadó, az F1B kiképző és F1E többfeladatú gépek, de nincs két, teljesen azonos kivitelű külföldi altípus, mindenhol a vevő kisebb módosításai találhatóak. Az F1E jelölés sokféle különböző berendezéssel ellátott gépet jelölhet, alapvetően egy „butított” F1CT-nek tekinthetőek, a különféle export-betűkódok különféle felszerelést jelentenek.
Az F1D jelzés a Cyrano IV–M radarral ellátott, illetve bizonyos E-, és CT-fedélzeti berendezésekkel feljavított B-ket jelentenek.
Az említett RP–35P felderítőberendezés mellett a megrendelők használtak egyéb, kifejezetten export-felderítőkonténereket, mivel F1CR felderítőgépet csak Franciaország rendszeresített. Ezek az alábbiak voltak:
- Dassault HAROLD konténer nagytávolságú optikai (LOROP) fényképező kamerával
- Dassault NORA elektro-optikai képalkotással
- Thomson CSF TMV 018 Syrel konténer szintén elektro-optikai képalkotással
- Dassault COR-2 konténer optikai kamerákkal, panorámakamerával és infravörös képalkotással.
- Thomson CSF RAPHAEL oldalra néző légiradar (SLAR), csak az F1CR hordozta, valós idejű radarképet közvetített a földi központnak. Légtérellenőrző és vadászirányító feladatokat láthattak így el ezek a Mirage-ok. A RAPHAEL HT változat szintetikus apertúrájú radar mozgócélpont-jelzővel (SAR-MTI)
- Thomson CSF Optronics PRESTO felderítőkonténer LOROP kamerával, majd továbbfejlesztett DESIRE elektronikus képalkotó és nagysebességű képtovábbító rendszerrel

Nem ritkán adoptált a Dassault exportgépeihez franciák által sosem használt külföldi rendszereket a vevő kérésére, ezeket azért érdemes megemlíteni, mert erre nagyon ritkán van gyakorlat. Ilyenek például:
- Douglas „buddy-buddy” utántöltő póttartályrendszer, mely által a gépek utántölthetik egymást
- AIM–9 Sidewinder rakéták alkalmazása a Matra 550 Magic helyett.

## Rendszeresítő országok

### Dél-Afrikai Légierő
32 db F1AZ nappali csapásmérő, 16 db F1CZ vadász 1974 és 1976 között leszállítva. Líbia mellett a másik A-változatot üzemeltető ország.
Az AZ-ket hamarosan továbbfejlesztették, a dél-afrikai ARMSCOR, majd később ELOPTRO cég lézeres távmérőt dolgozott ki a típushoz, mely által a világ egyik legpontosabb hagyományos bombázási technikája állt az ország rendelkezésére. Összevethető az F–15E Strike Eagle nem irányított ballisztikus bevetéseinek pontosságával.
Bár az országnak teljes körű licence volt az F1AZ- és F1CZ-sárkányokra, és az Atar 9K50 hajtóművekre, egyetlen F1-sárkányszerkezet sem épült itt. Bár hajtóműveket gyártottak, azokat a Mirage III saját továbbfejlesztéséhez, az Atlas Cheetah-hoz használták fel. Az Aerosud vállalat épített egy F1-prototípust is orosz Klimov RD–33 hajtóművel, melyet a MiG–29 is használ. Ez a gép volt az orosz MAKSZ légibemutatók első nyugati eredetű résztvevője.
Fegyverzet tekintetében sem volt egyszerű a helyzet, bár a franciáktól megkapták a Magic és a Super 530 rakétákat, kezdetektől használták a saját gyártású Magic-jüket az ARMSCOR V+ „kukri”-t, majd a „Darter” elnevezésű továbbfejlesztését. Valószínűleg a dél-afrikai légiharc- és földi támadófegyver-fejlesztések izraeli segítséggel történtek és egyéb, Izraelben gyártott eszközöket is hordoztak az F1-ek. Az iraki F1EQ-n kívül a dél-afrikai gépekhez integráltak orosz fegyverzetet is.
A gépek festése meglehetősen változatos és egyéni volt. Eleinte mindegyik gép a tipikus dél-afrikai sivatagi rejtőszíneket viselte: homoksárga és csokoládébarna felső terepfoltozás, világosszürke alsó felületekkel. Az 1980-as évek végén az F1AZ-k rendkívül egyéni terepfestést kaptak: világosszürke alsó és oldalsó felületekkel (függőleges vezérsík is), barna-zöld terepmintával szinte csak az abszolút felülről látható felületeken (lásd a Műszaki adatoknál lévő képen). Ha nem ez az ország használná, ez a festés akkor a második világháború német terepfestéseit idézi! Az F1CZ-k amerikai stílusú, kétféle szürke low visible air superiority azaz „alacsony láthatóságú légifölény” festést kaptak a Cheetah-hoz hasonlóan.
A gépeket intenzív használat után (lásd harci tapasztalatok) 1999-től cserélik folyamatosan Cheetah-kal. 2004-ben a megmaradt AZ-ket eladásra raktározzák Gabon számára.

### Ecuadori Légierő
16 db F1JA többfeladatú, 3 db F1JE kétszemélyes. Valójában F1E változat, nem F1A. 1978-ban kezdődtek a szállítások, 1980-ig tartottak. Sötétzöld-sötétbarna „dzsungel” tereptarka felső színekkel repülnek, szürke alsó felülettel. Az 1980-as évek végén, 1990-es évek elején izraeli segítséggel felújították a gépeket, elsősorban izraeli fegyverzetadaptációval.
Legalább három gép repülőeseményekben megsemmisült. 2009-ben a legtöbb üzemeltetési gondok miatt nem repült.

### Francia Légierő
A Francia Légierő 246 darab gépet rendszeresített a típusból annak hadrendbe állása óta: 162 darab C-t, 64 darab CR-t és 20 darab B-t. Ezekből alakított át több változatot, úgymint 57 darab F1C–200-at F1CT-re.
Első egysége, melyet 1973 decemberéig Mirage F1-ekkel szereltek fel, a Reims-nél levő BA 112 légi támaszponton állomásozó Escadron de Chasse 2/30 „Normandie-Niemen” volt. Közvetlenül követte ezt az EC 3/30 „Lorraine”, mely ugyanazon a támaszponton állomásozik. Mindkét század, mely képes volt 1974. július végéig befejezni a felfegyverzést, több mint harminc Mirage F1C-vel rendelkezett. A légierő további Mirage F1-esei az Orange-beli EC 5 és a Cambrai-i EC 12.
Napjainkban (2010) mindössze három század üzemelteti a megmaradt gépeket (EC – Escadron de Chasse, „vadászszázad”; ER – Escadron de reconnaissance, „felderítőszázad”). Két különítmény vesz részt az afganisztáni és a csádi műveletekben, mindkettő F1CR-ekkel. 2014-2015-ben vonják ki a hadrendből az utolsó F1-eseket.
| Alakulat                                                                                       | Típus     | Támaszpont             | Megjegyzés                                                                                              |
| ---------------------------------------------------------------------------------------------- | --------- | ---------------------- | --- |
| ER 1/33 „Belfort”                                                                              | F1CR/CT/B | BA 112 Reims-Champagne | |
| ER 2/33 „Savoie”                                                                               | F1CR      | BA 112 Reims-Champagne | |
| ECE 5/330 „Côte d'Argent” (Escadron de chasse et d'expérimentation – „kísérleti vadászszázad”) | F1CR      | BA 118 Mont-de-Marsan  | oldalkód: 330-AA; 2 darab (631, ...); több más típus is állományban (Mirage 2000B/N/D/–5F; Rafale stb.) |

Üzemeltet példányokat a Francia Légierő Voltige Victor műrepülő csoportja is.

### Gaboni Légierő
3 db F1AZ-t (melyből lehet, hogy egy F1CZ) szerzett be 2006-ban Dél-Afrikától a kis egyenlítői ország. A gépeket a francia–dél-afrikai Aerosud cég szervizelte, ezt a cég vezetője is elismerte, de a pontos típusról nem adott tájékoztatást. Mindegyik festése a késői F1AZ (ld. Dél-Afrika).

### Görög Légierő

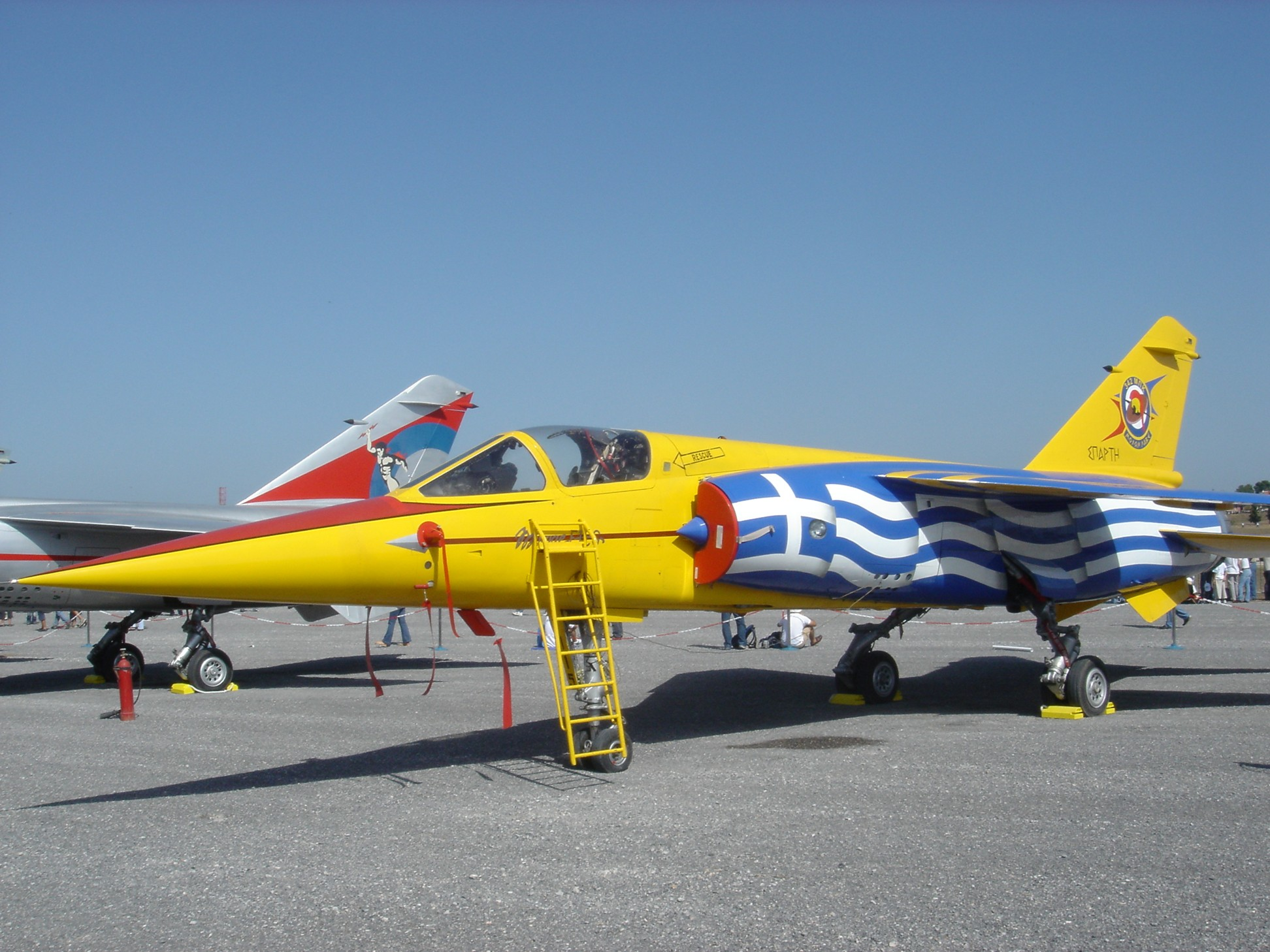
A Görög Légierő látványos festéssel búcsúzott el a típustól. A két díszített gép egyike a tanagrai légi támaszpont szabadtéri múzeumában

1975-78 között 40 db F1CG-t kaptak, sürgős jelleggel, mivel a feszültség Törökországgal kiújult. Franciaországnak szánt F1C vadászokat építettek át még a Dassault-gyárban amerikai AN/ALR–66 besugárzásjelzővel és AIM–9P Sidewinder légiharc-rakétákkal a megfelelő francia mellett/helyett. Nem üzemeltettek kétüléses változatokat, 2003. június 30-án a megmaradt 27 darab gépüket kivontak az aktív szolgálatból. Huszonnyolc év szolgálati idő alatt 160 000 repült órát teljesítettek. Öt gép lett az ország két területén (a tanagrai repülőtér és a Delta Faliro-i múzeum) kiállítva.
A spanyol és jordán gépeken kívül az egyetlen exportváltozat mely a kezdeti francia kétféle szürke légifölény festést hordozza. A gépek később szürke-kék, a Mirage 2000EG vadászokhoz hasonló stílusú festést kaptak, ám ezt nem sokáig hordozták leszerelésük előtt.

### Iraki Légierő
Irak 93 db F1EQ többfeladatú, és 15 db F1BQ géppel a világ második legnagyobb F1-flottáját üzemeltette. 1980 és 1988 között érkeztek a gépek, az Irak–iráni háború idején. Később újabb gépre érkezett megrendelés, de ezeket az 1990–1991-es ENSZ-embargó miatt nem szállította le a francia gyár.
A gépek 5 kontingensben érkeztek, nem voltak teljesen azonos kivitelűek. Az első 32 gépen például nem volt utántöltő-csonk. Az utoljára érkezett 38 db érdekessége, hogy az egyetlen F1-változat, amely képes a Falklandi-háborúban elhíresült francia Aerospatiale AM.39 Exocet hajók elleni rakéta hordozására. Bizonyos források szerint ezek a gépek vízfelszíni támadásra optimalizált Agave radarokkal voltak felszerelve, valószínűbb, hogy módosított Cyrano IV–M-eket tartalmaztak. Az utolsó 18 gép SHERLOC besugárzásjelzővel volt felszerelve az eredeti helyett, és hordozhatta a HAROLD konténert, Exocetből 2 db függhetett a szárny alatt. Mindegyik iraki gép nagyfrekvenciás (HF) antennát hordozott a függőleges vezérsík belépőélének meghosszabbításában. Bizonyos források a leszállított kontingenseket sorszámmal jelölik, Mirage F1EQ–1 től F1EQ–6 jelzéssorban, ahol a 6-os sorozat a fent említett fejlettségű, utolsó 18 példányt jelentette.
Az iraki gépek általában francia eredetű fegyverzetet hordoztak, de az AS.30L rakéta szállításának 1988-as megszakításakor a gépeket alkalmassá tették a szovjet H–29L rakéta indítására, a MiG–23-asaik pedig megkapták az F1 utántöltő-csonkjait, az utántöltő rendszert némileg módosítva (a gerinc jobb oldalán lett nyíltan elhelyezve az üzemanyagcső).
Az iraki gépek a dél-afrikaihoz hasonló stílusú homoksárga-csokoládébarna terepfoltozást viselték, kivétel az Exocettel felfegyverzett gépek: tengerkék felsőrész, világosszürke alsó.
Az első öbölháború során Irak megmaradt F1-flottája Irán kezére került (ld. később).

### Iráni Légierő
Több mint 24 darab F1BQ-t és F1EQ-t üzemeltet az Öbölháború során Irakból átrepültekből.

### Jordán Királyi Légierő
17 db F1CJ vadász, 17 db F1EJ többfeladatú, 2 db F1BJ kiképző 1981 és 1983 között leszállítva, Szaud-Arábia finanszírozásával. Az F1CJ-k kéttónusú „légifölény” szürke festéssel, az F1EJ-k a líbiaihoz hasonló homoksárga-drapp-olajzöld festéssel voltak ellátva. Az egyik legjobb felszereltségű exportváltozat: Super 530 légiharc- és AS-30L földi támadó rakétákkal. 2 F1DJ-t is üzemeltetnek.

### Katari Légierő

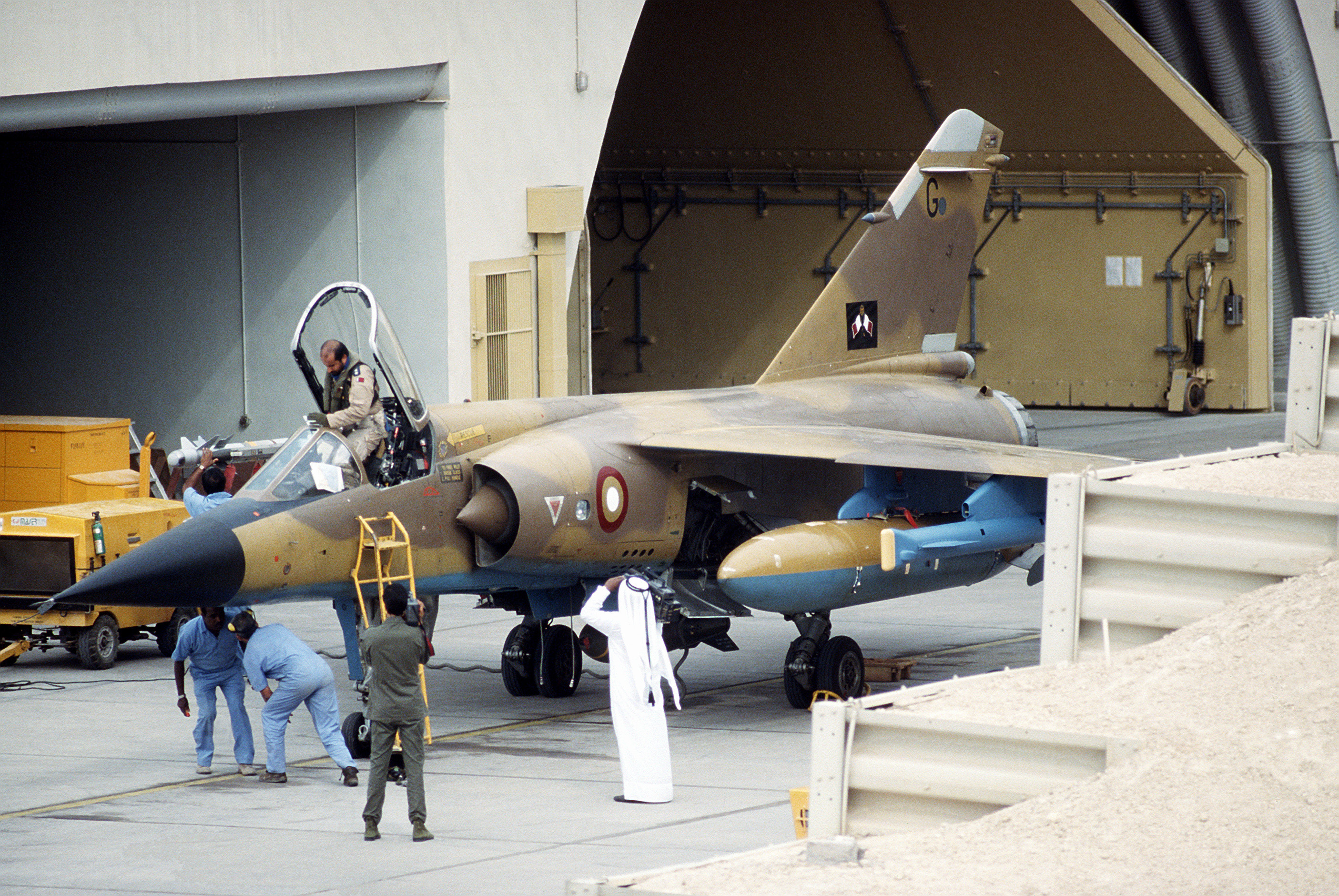
Katari F1EDA az Öbölháború közepén

13 db F1EDA többfeladatú, 2 db F1DDA kétszemélyes gép 1980 során leszállítva. Francia fegyverekkel, és COR-felderítőkonténerrel repültek. Érdekes, a többi sivatagi kamuflázstól eltérő festést kaptak: okkersárga (sötét homoksárga) és sötétzöld felső foltozással és égszínkék alsó felületekkel. Az 1990-es évek során Spanyolország majdnem mindet – 10 EDA-t és 2 DDA-t – megvette.

### Kuvaiti Légierő
27 db F1CK többfeladatú, 6 db F1BK kiképzőgép. Két részletben érkeztek, az első szállítmány az 1973-as iraki határincidensek miatt 1977-ben, a második 1983-tól. Az első szállítmány francia stílusú homoksárga-drapp tereptarka világosszürke alsó felületekkel, a második szállítmány teljesen szürke. Kuvait az English Electric Lightning-eket váltotta le vele (12+2 darabot üzemeltettek), az 1991-es Öbölháború után 40 darab F/A–18 Hornet-tel cserélték le.

### Líbiai Légierő
16 db F1AD nappali csapásmérő, 16 db F1ED többfeladatú, 6 db F1DD kiképző repülőgép 1978–1979 során beszerezve. Líbia volt az egyetlen megrendelő, Dél-Afrikán kívül, aki az F1A-t rendelte. Egyéni, háromszínű terepfoltozást viseltek, világosszürke alsó felülettel.

### Marokkói Királyi Légierő
30 db F1CH vadász és 20 db F1EH többfeladatú gép kétülésesek nélkül, 1977 és 1980 között leszállítva. Alapvetően francia fegyverzettel repülnek, de olyan egzotikus helyi kiegészítőkkel, mint hazai gyártású felderítőkonténer a törzs alatt, 152 db-os gránátvető konténer, amerikai AN/ALE–40 dipólszóró berendezés. A kifestésük azonos volt a líbiaival.
2005-ben a marokkói kormány 27 darab F1CH/EH modernizálási szerződését írta alá, amelyet az ASTRAC (Association Sagem-Thales pour la Rénovation d'Avions de Combat) program keretei között hajtanak végre 420 millió USD értékben a Thales és a SAFRAN csoportok vállalatai. A gépek MF2000 típusjelzés-kiegészítést fognak kapni. Teljesen kicserélik az avionikát, módosítják és megerősítik a sárkányszerkezetet és korszerűsítik a hajtóművet a Snecma által (szintén a SAFRAN csoport tagja). A program 2006-ban indult el, a modernizált Mirage 2000–5 RC400 rádiólokátorát építik be a gépekbe. Az első átépített MF2000-et a 2009-es Le Bourget-i kiállításon mutatták be.

### Spanyol Légierő
45 db F1CE (C–14A) vadász (az en.wiki szerint 42 db), 22 db F1EE (C–14B) többfeladatú (az en.wiki szerint 24 db), 6 db F1BE (CE–14) kiképző 1975-ől 1983-ig három kontingensben szállítva (zárójelben a spanyol szolgálati kód látható).
A spanyol gépek Super 530 radarvezérlésű és AIM–9 Sidewinder infravörös irányítású rakétákat hordoznak. Felszerelhetőek továbbá CC–420 nevű 30 mm-es gépágyúkonténerrel (elsősorban a kétülésesek részére), lézerirányítású bombákkal és Syrel ELINT-konténerrel. A szolgálat során zavarórendszereiket továbbfejlesztették.
Az F1CE-k eleinte francia stílusú kétféle szürke színekkel repültek, nem tisztázott, hogy a felső felület csak a fényképeken látszik kékesebb árnyalatúnak a franciánál, vagy ténylegesen más szín volt. Az F1EE-k háromszínű, Líbia és Marokkó esetében leírt kamuflázzsal szolgáltak. Később az egész spanyol F1-flottát egységesen nagyon világos, drappos-szürke színre festették, az alsó felületükön fekete festésű álkabintetővel.
A spanyolok olyannyira kedvelik a típust, hogy beszereztek még 5 db F1C-t Franciaországtól, és 1994-során Katar 10 db együléses EDA-t és 2 db kétüléses DDA-t is megvették. Ezek a Mirage-ok jó ideig az eredeti, egyéni katari színekkel repültek.
1997 és 2001 között 49 db együléses és 4 db kétüléses gépet újíttattak fel a Thomson Detexis vállalattal. Ezek az alábbi változtatásokat jelentették:
- A Cyrano IV–M radar legfejlettebb változatának beépítése.
- Új HUD-berendezés és a katódsugárcsöves kijelzők helyett folyadékkristályos kijelzők kerültek a műszerfalon beépítésre.
- Kifinomult, kombinált GPS–INS navigációs berendezés.
- Sisakra szerelhető éjszakai irányzék, HOTAS-irányítórendszer kiépítése, Have Quick II típusú rádió, Link 16 (MIL–STD–1553B) adatbuszrendszer és továbbfejlesztett passzív önvédelmi rendszerek.

Ezekkel a változtatásokkal a spanyol F1-ek minden szempontból negyedik generációs típusnak tekinthetők. A Spanyol Légierő az Eurofighter Typhoon-ra való teljes átállásig, körülbelül 2015-ig kívánják rendszerben tartani a típust. Négy darab F1M 2006. augusztus 1–november 30. között részt vettek a balti országok légterének ellenőrzésében is.

## Harci alkalmazása
A Dassault tradicionálisan sok fejlődő országnak bevált fegyverszállító partnereként kész volt mindig a gyors szerződéskötésre és szállításra, ebben csak ENSZ által hivatalossá tett embargó akadályozhatta meg. Dél-Amerika és Afrika helyi háborúi biztosították az igényt egy sokoldalúan felhasználható, tartós, olcsón karbantartható és átalakítható, jó ár-harcérték arányú repülőgépre, ennek a Mirage F1 a hetvenes évek közepén tökéletesen megfelelt. A francia gyártó marketingpolitikáját erősen bírálják emiatt főleg amerikai oldalról, ennek oka sok esetben a piacvesztés miatti kudarc, mint tényleges erkölcsi tartalom.

### Francia Légierő

#### Csád
1983 augusztusában a MANTA hadművelet keretében 6 db SEPECAT Jaguar és 4 db Mirage F1C–200 Csádba települt, mivel az ott dúló polgárháborút nyíltan támogatta Líbia. A líbiai harci gépek sok esetben megsértették a szudáni légteret is. Akkor ezeket a légtérsértéseket sikerült ellenőrző örjáratozással megállítani, és az Francia Légierő gépei 1984 szeptemberében 1 db Jaguar elvesztése és 1 db F1C megronálódása után hazatelpültek. Líbia, kapva az alkalmon elfoglalt 2 Észak-Csádi repülőteret, 1986-ban 8–8 db Jaguar és F1 tért vissza a területre, 1987 márciusára visszafoglalták Wadi-Doum repülőterét. A Jaguarok végezték a bombázást, az F1C–200-ak biztosították hozzá a légteret, és az F1CR-ek csapás előtti és utáni felderítést végeztek. Sikerült elkerülni a "testvérháborút" a líbiai F1-ekkel, melyek közül sok a földön megsemmisült. A Francia Légierő, köszönhetően a pilóták magas szintű mélyrepülő kiképzésének, egyetlen gépet sem veszített.

#### Öbölháború
Az 1991-es öbölháború során francia és katari F1-ek is repültek bevetéseket, azonban igyekeztek távol tartani magukat a sűrűbb hadműveleti zónáktól, mivel Irak nagy számban használt F1-eket, és a légteret abszolút uraló amerikai F-15C-k minden ilyen formájú gépre lőttek (ld. Irak bekezdésnél).

#### Közép-afrikai háború
A darfuri konfliktus átterjedt a Közép-afrikai Köztársaságra 2006 novemberében. Birao (CAR) városnál Mirage F1 francia harci repülőgépeket is bevetettek 2006. december 14-én a Közép-afrikai háborúban.

#### Egyéb hadszínterek
A Francia Légierő Mirage F1CR-jeivel felderítő bevetéseket repült 1993-ban Boszniában, 1994-ben Ruandában, 1999-ben Koszovóban, minden különösebb repülőesemény nélkül. Francia szolgálatban is bebizonyosodott a sárkányszerkezet túlélőképessége, 1994-ben egy Szerbia felett repülő CR egy amerikai FIM–92 Stinger rakéta repeszeivel a törzsében tért vissza, 1996-ban gyakorlat során Franciaországban egy F1 pilóta elfelejtett futót nyitni és sikeresen hasraszállt.

### Ecuador
Ecuador és szomszédja Peru közt állandó konfliktus forrása a kb. 70 km-es Cordillera del Condor határszakasz, mely ásványi kincsekben gazdag, és 1941 óta hivatalosan Peru része lenne, de ezt a megállapodást szomszédja azóta sem írta alá.
1981 februárjában kirobbant a rövid Paquisha-háború, melynek során Peru helikopterrel szállított expedíciós csapatokkal szállta meg a területet. A légi fedezetet Szu–22 és Mirage 5 gépek biztosították, ellenük küldte fel a Fuerza Aéra Ecuátoriana Mirage F1JA-it. Ekkor pár sikertelen rakétaindításon kívül harcérintkezés nem történt, de a Perui Légierő óvatosabb lett. A típus kiváló túlélőképességét mutatja az is, amikor egy ecuadori F1 nagyfeszültségű vezetékkel való ütkötés során szárnybelépőéle és vezérsíkja súlyosan megrongálódott, mégis visszatért bázisára. Egy másik gép nagy testű madárral (talán kondorkeselyűvel) ütközött, mely súlyosan megrongálta a kabintetőt és a kabinbelsőt, a pilótának mégis sikerült leszállnia a géppel.
1995-ben kiújultak a határmenti harccselekmények, ezt Cenepa-háborúként tartják számon. Ennek során egy Mirage F1JA kötelék rakétával két perui Szu–22M-et semmisített meg, egy szintén ecuadori Kfir C2 pedig egy A-37B Dragonfly-t. Két dolog a mai napíg homályos: az egyik perui Szu-22 megsemmisülésének gyorsasága miatt valószínűsíthető, hogy valójában A-37B volt, a győztes ecuadori F1-re festett sziluett alapján bármelyik lehetett. A másik kérdés, hogy az ecuadori F1-ek érzékelték a Perui Légierő már meglevő Mirage 2000-jének radarjelét, meg is futamodtak, de érthetetlen, hogy Peru miért nem vetette be modern gépeit, ahogy az is, hogy Ecuador miért nem használta SEPECAT Jaguar-jait.
Fentiekhez hasonló repülőesemények tisztázása ezen a területen rendkívül nehéz, a sűrű esőerdőben egy-egy roncs évtizedekig nem kerül elő.

### Görögország
1973-ban a "két jó ellenség" NATO-tag között Észak-Ciprus miatt újra kiéleződött a konfliktus, a görögök gyorsan rendeltek F1CG vadászokat. Rendszeres volt a török F-4 Phantom II-kkel majd F–16-okkal a macska-egér harc, mely néha rakétaindításig is fajult! Csak a vak szerencse, hogy ezen események közben csak egyetlen görög F1 veszett el 1994-ben, az is hajtóműleállás miatt. A gyakori és intenzív bevetések miatt a Görög Légierő meglehetősen "lelakta" gépeit, 1984-re már csak 33 db, 2000-re 24 db volt bevethető. A sérkányszerkezetek átlagos repült órája 5500-6000 volt, 3500 óra feletti gépekkel még "éles" elfogásokat végeztek. Még a Heraklion légibázison állomásozó gépeken, ahol a fedezékek pár méterre voltak a tengertől, sem érzékeltek különösebb korróziót, ellentétben az amerikai gyártmányú gépeikkel.

### Irak

#### Irak–iráni háború
Az 1980-ban Komeini Ajatollah által vezetett Iránnal a viszony erősen megromlott. Reza Pahlavi amerikabarát sah idejében az Iráni Birodalmi Légierő (ma Iráni Iszlám Légierő) a legkorszerűbb fegyverzetre tett szert, nagy mennyiségben. Ezt ellensúlyozandóan rendelt Irak korszerű francia gépeket a hagyományosan addig szovjet forrásból építkező légierejének. 1981-es leszállításuk után szinte azonnal bevetették Mirage F1EQ-1-eiket, eleinte földi támadó szerepkörben, majd légiharcban is. 1981 tavaszán iráni Phantom II-k az Al-Wallid légibázisra csapást mértek, az elpusztult 48 db gépből sok volt F1. 1982 elején estek át az igazi tűzkeresztségen, egy-egy iráni F–5E és F–4 Phantom II lelövésével.
Irak az F1-eit valamiféle elit-osztagként kezelte, sokat gyakorlatoztak jordán pilótákkal. Azonban az első leszállított Super 530F változatú rakétákat hamar ellőtték, és a Super 530D megérkezéséig, 1988-ig csak a rövid hatótávolságú R550 Magic rakéta állt rendelkezésükre, ez pedig – főleg a korai változatokon Cyrano IV-0 és I radarokkal – kevésnek bizonyult a Sparrow-Phantom II, de főleg a Phoenix-Tomcat kombináció ellen. Pontos számok körül a mai napig vita van (iraki források kontra iráni források, földön megsemmisített gépek), de az F–14 Tomcat AWG–9 radarjának és nyomasztó teljesítmény-fölényének eredményeképpen becslések szerint 1981 és 1990 között az iraki Mirage F1 állomány legalább egynegyede veszett el légi harcban, másik egynegyede egyéb harccselekmények között.

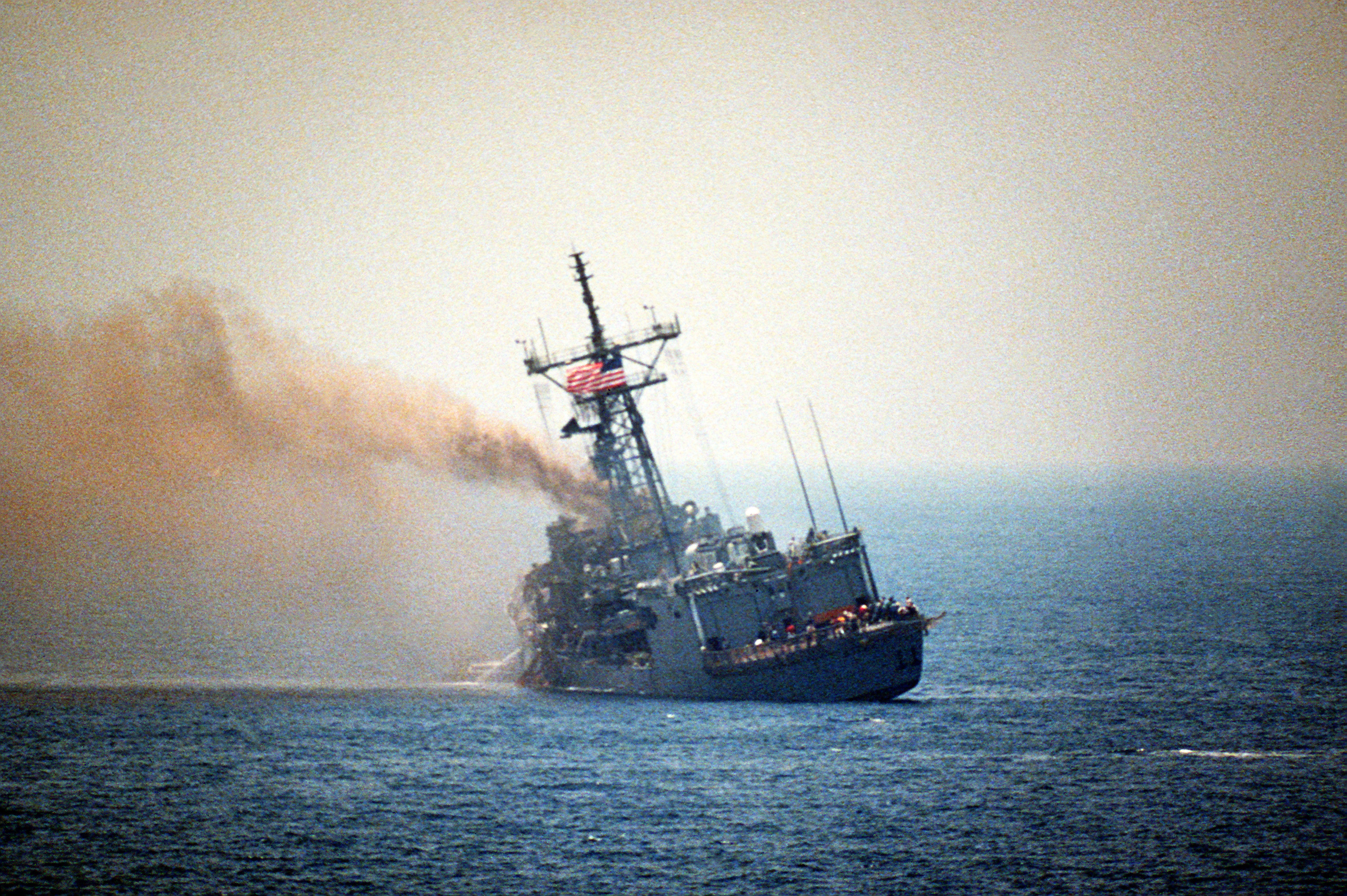
A USS Stark fregattot 1987. május 17-én egy iraki Mirage F.1 iráni tankernek vélte, és helyi idő szerint 21:07-kor két AM.39 Exocettel súlyosan megrongálta, 37 tengerész halálát és 21 fő sérülését okozva

Ritka alkalommal azért voltak sikerek, 1982-ben egy EQ-1 egy F–14-est lőtt le Magic rakétával, 1988 után a Super 530D rakétával és radarzavaróval felszerelt Mirage-ok már céltudatosan vadásztak Tomcatekre, hármat közülük egy Phantom II-vel együtt sikeresen le is lőttek. Egyetlen F1 ász pilótát tartanak számon Ali Sabah századost, aki korábban MiG–23-at repült, és valószínűleg legalább 5 győzelme volt Mirage-zsal, túlélte az Öbölháborút is, de Szaddám Huszein tisztogatásait nem, 1993-ban kivégezték.
Irak az iráni olajexport megbénításával akarta szomszédját térdre kényszeríteni, ezért alkalmazta a típust speciális, tengeri csapásmérő feladatkörben. A Falklandi háborúban bevált Exocet rakétákkal 1982-től támadták az iráni tankerhajókat. Ekkor még nem voltak képesek az F1EQ-k Exocetet hordozni, Franciaországtól béreltek 5 db Super Etendard tengeri csatagépet. Az amúgy kifinomult rakéta ellen az irániak a kezdetektől igen sikeresen védekeztek: a hajó felett repülő helikopterek szögtükrözővel térítették el a rakétákat. Egy esetben egy F–14 Tomcat egy tanker felé tartó Exocetet kilőtt, ez is bizonyítja az AWG-9 radar kiváló képességeit! Egy iraki tengeri akció során – félreértésből – egy Exocet eltalálta az USS Stark (FFG–31) fregattot, amely teljesen kiégett, 37 tengerész halálát követelve. Washington nem kért sem magyarázatot, sem kártérítést, ez alapján nem lehet kétséges, az Amerikai Egyesült Államok melyik felet támogatta még ebben az időben.

#### Öbölháború
1991-ben a légteret uraló USAF legalább 11 db ot lőtt le a típusból, érdekes, hogy az egyiket egy EF–111 Raven elektronikai zavarórepülőgép manőverezte ki, eközben csapódott az iraki F1 a homokba. Még érdekesebb, hogy az eredetileg elfogóvadásznak tervezett F–111 típuscsaládnak ez az egyetlen (passzív) légigyőzelme!
Legalább 24 db Mirage F1EQ Iránba dezertált, ezeket Irán nem adta vissza, besorozta légierejébe. Valószínű 2003-ra nem maradt egyetlen hadrafogható iraki példány sem, legalábbis az Iraqi Freedom hadművelet során a szövetséges erők egyetlen levegőben levő példánnyal sem találkoztak.

### Jordánia
A jordán F1-ek az Irak-Iráni háború során Irak jó szövetségesei voltak, talán ezt kompenzálandó, és nemzetközi pozíciójukat mentve 2001 során iraki légtérsértő MiG-25-ökre emelték őket, különösebb eredmény nélkül.

### Katar
Az 1991-es öbölháború során F1-eivel jelképes légtérbiztosító repüléseket hajtott végre a kis ország. Mégis kiemelkedő üzemeltetőnek tekinthető, mivel csak egyetlen gépük veszett el, az is balesetben.

### Kuvait
A hetvenes évek során leszállított gépeket gyakori balesetek tizedelték meg, Kuvait mégis elégedettebb volt a típussal, mint Lightning vadászaival. A veszteségek pótlására a Kuvaiti Légierő utánrendelt 13 db továbbfejlesztett CK-2-t, és 4 db BK-2-t 1984-ben. Az Irak-iráni háborúba Kuvait nem avatkozott be tettlegesen, de nyíltan Irak mellett állt. 1990-ben fordult a kocka, Irak kis gazdag szomszédjára támadt. Az iraki elit alakulatok (Köztársasági Gárda) Mi-24 csatahelikopterek által biztosított Mi-8 helikopterekről desszantolva kívánták elfoglalni Kuvait vezetési pontjait, és túszul ejteni a királyi családot. A kuvaiti F1-ek 13 db, A–4 Skyhawk-jaik 5 db, iskolagépeik is 2 db helikoptert lőttek le, MIM–23 Hawk légvédelmi rakéteütegeik is 14 db iraki forgószárnyast lőttek le. Sikereik ellenére az inváziót ezzel csak lassítani tudták, Irak a földön megsemmisített 2 db F1-et, 6 db ot zsákmányolt és be is sorozta saját légierejébe. Ezeket az 1991-es vereség után visszaadta, kritikán aluli állapotban.

### Líbia
Az 1978-tól leszállított líbiai F1-ek nem sokáig üzemelhettek rendes körülmények között, mivel Moammer Kadhafi líbiai vezető igen agresszív politikája miatt az 1980-as embargó vonatkozott minden alkatrészre és hadianyagra. A már korábban említett csádi akcióban földi támadó szerepkörben vetették be F1-eiket, illetve a Szidra-öbölben tartózkodó amerikai repülőgép-hordozókat provokálták. A "macskák bajszának huzogatása" a következő eredménnyel járt: 1981-ben 2 db Szu–22, 1989-ben 2 db MiG–23 vált a US Navy F–14-eseinek áldozatává. A líbiai F1-ek száma a második, 1987-es csádi akció során alaposan megcsappant, mára a nem megfelelő szerviz miatt valószínűleg egy sem maradt bevethető állapotban.

### Marokkó
1974-ben a foszfátban gazdag Nyugat-Szahara birtoklásáért kezdődtek harcok Marokkó és az Algéria által támogatott Polisario front gerillái között. A marokkói gépek szállítása késett, ugyanis ekkor a Dassaultnál éjjel-nappal dolgoztak az F1-ek összeszerelésén, mivel sok megrendelő e fegyverek által kívánta rendezni kisebb-nagyobb konfliktusait. Emiatt Franciaország saját légierejéből adott át példányokat (valószínűleg motiváló erőt jelentett az ellenfél, Algéria is). Alapvetően alacsonytámadó bevetéseket repültek hagyományos bombákkal, és, érdekes módon, a fékernyőtartóba szerelt infracsapda-szóróval. A gerillák kézifegyverekkel, vállról indítható SA–7 Sztrela–2, ZSZU–23–4 Silka önjáró légvédelmi gépágyúval és SA–6 Kub önjáró légvédelmi rakétákkal 8 db F1-et lőttek le, további 7 db az intenzív használat miatt balesetben semmisült meg. 1988-ban csillapodtak a harcok, 1990-ben Marokkó modernizálta 25 db igen leharcolt, de még működőképes F1-ét. További sorsuk nem ismeretes, valószínűleg hadrafoghatóak.

### Dél-Afrika
Az ország még a sorozatgyártás előtt jelezte igényét a használatra és gyártásra. Elég hamar, 1974-1975 során érkeztek meg vadász F1CZ és nappali alacsonytámadó F1AZ-ik. 1977-ben kezdődő embargó miatt izraeli és szovjet segítségű "házi tuning" vette kezdetét, meglehetősen magas szintű műszaki eredményekkel. A típus – elsősorban angolai – bevetései eleinte gyakori balesetekkel jártak, de a sárkányszerkezet ellenállóképessége itt is bizonyított. 1980-ban érte el a tűzkeresztség Pretorius őrnagy és Du Plessis százados gépét, Angola felett SA–3 rakéta találta el mindkettőjüket, de sikeresen visszatértek. 1981 során két mozambiki MiG–17F-et kényszerített leszállásra Pretorius köteléke. 1981-ben egy angolai MiG–21MF-et, 1982-ben egy Mi-8 közepes szállító helikoptert lőttek le gépágyúval Mirage-ok. 1982 során két újabb MiG–21-et rongáltak meg Magic közelharcrakétával.
1983 során a háború kiterjedt, ugyanis Angola személyi és haditechnikai segítséget kapott Kubától. A MiG–23 gépek teljesítménye és a jól képzett kubai pilóták komoly ellenfelei lettek a dél-afrikai pilótáknak. 1985-ben egy F1AZ gépágyúval egy MiG–21-et, egy CZ pedig hazai fejlesztésű V–3B Kukri rakétával egy An–26-ot lőtt le. A MiG–23-akkal az első harcérintkezés 1987-ben történt meg, mélyen angolai terület felett, de a kubaiak gyors manőverei miatt minden rakétaindítás sikertelen volt. Még ebben az évben egy F1AZ SA–9 Gaskin légvédelmi üteg találatától lezuhant, egy másik AZ Magic rakétával egy MiG–23-at megrongált, de az el tudott menekülni. Egy bombázó F1AZ géppár egyik tagját egy MiG–23ML-ről kilőtt R–60 rakéta megrongálta, de az még Namíbiába tudott repülni (itt rendezte be Dél-Afrika a hátországát). A háború 1988-as befejezéséig összesen 6 db MiG–23 esett Mirage F1-ek áldozatául, a kubaiak pedig 3 db-ot lőttek le a francia típusból.

### Spanyolország
Annak ellenére, hogy a Spanyol Légierő a típus egyik legrégebbi, legintenzívebb és elég sokoldalú felhasználója, valamint vadászváltozatuk a legfejlettebb mind közül, egyetlen éles harci helyzetben sem vetette be gépeiket.

## Veszteségek
- 1987. május 20-án három francia F1 lezuhant a Pilat-hegynél. A gépek a 30. vadászezred (30ème Escadre de Chasse) állományába tartoztak, honi bázisuk a BA112. A rossz, bonyolult időjárási körülmények között repülő raj kis magasságú repülés során Pélussin-től néhány kilométerrel északra a hegybe csapódtak. Mindhárom pilóta – Robert Bataille alezredes, ezredparancsnok,  Jean-Christophe Hugon hadnagy és Michel Eguia alhadnagy (sous-lieutenant) – életét vesztette.[9]
- 1995. június 1-jén egy francia F1CT a BA132-ről lezuhant a Vogézekben, nem messze a Ranspach-i nemedékháztól (Markstein).[10] A pilóta meghalt.
- 2001. február 7-én a BA132 egyik francia F1CT-je (Escadron de chasse 1/30 Alsace) hajtóműhiba miatt lezuhant Condal településen Saône-et-Loire-ban. Személyi sérülés nem történt, a pilóta sikeresen katapultált.[11]
- 2003. március 10-én a francia Voltige Victor műrepülőcsoport két F1-e (az Escadron de chasse 3/33 Lorraine vadászszázad tagjai) összeütközött a BA112 felett 300 méteren, mindkét gép a repülőtérhez közeli területen csapódott a földbe. A két pilóta – Guillaume „Patin” Coeffin és Michel „Mitch” Vernat hadnagyok – nem katapultált, életüket vesztették.[12]
- 2003. május 10-én(?) a BA132 egyik F1CT-je légi rendészeti bevetés teljesítését követően Mont-de-Marsan közelében a repülőtér előtt lezuhant. A pilóta sikeresen katapultált.[13]
- 2006. szeptember 1-jén a Francia Légierő egyik F1CT-je madárral ütközött. A gép vezethetetlenné vált, a pilóta sikeresen katapultált. A gép a csádi Abéché közelében zuhant le, személyi sérülés nem történt.[14]
- 2006. december 6-án a N’Djamena és Franciaország között útvonalrepülést repülő egyik francia F1CT-ből pilótája Algéria felett katapultálni kényszerült, személyi sérülés nem történt.[15]
- 2007. április 5-én a csádi Faya-Largeau-i régióban egy francia F1CT felderítő bevetés közben lezuhant. A pilóta sikeresen katapultált.[16]
- 2008. június 19-én az Escadron de chasse 1/30 Alsace vadászszázad két pilótája katapultálni kényszerült F1B-jükből, miután gépük irányíthatatlanná vált a BA 132-re leszállást követően. A gép túlfutott a futópályán, majd áttörte a védőkerítést is, mielőtt megállt. Az anyagi kár jelentős.[17]
- 2009. január 20-án a spanyol Ala 14 két F1-e gyakorlórepülés közben összeütközött Albacete közelében. A három pilóta – két százados és egy hadnagy – életét vesztette.[18][19]
- 2009. szeptember 10-én az Ala 14 egyik F1M-je (C.14–58, oldaljelzése 14–33) megsemmisült Albacete közelében.[20]
- 2010. április 8-án a 2/33 Savoie vadászszázad (escadron de chasse 2/33 Savoie) egyik F1CR-je (honi bázisa a BA 112 de Reims) az Orléans-i BA 123-mon tett látogatása során műszaki okokból a közelben lezuhant. A pilóta sikeresen katapultált. A gép berepülését végezték, a sikertelen Orléans-i leszállást követően a pilóta a műszaki hibát nem tudta elhárítani, lakatlan terület felett katapultált.[21]

## Közkultúra
A YouTube videomegosztó oldalra felkerültek a kabin belsejéből felvett videók, általában klipszerűen szerkesztve, melyekben a Francia Légierő pilótái Csádban igen látványos és vakmerő mélyrepüléseket végeznek.